# (9792) Nonodakesan
(9792) Nonodakesan est un astéroïde de la ceinture principale.

## Description
(9792) Nonodakesan est un astéroïde de la ceinture principale. Il fut découvert le 23 janvier 1996 à Oizumi par Takao Kobayashi. Il présente une orbite caractérisée par un demi-grand axe de 2,36 UA, une excentricité de 0,15 et une inclinaison de 11,2° par rapport à l'écliptique.